# Hadron Elektron Ring Anlage

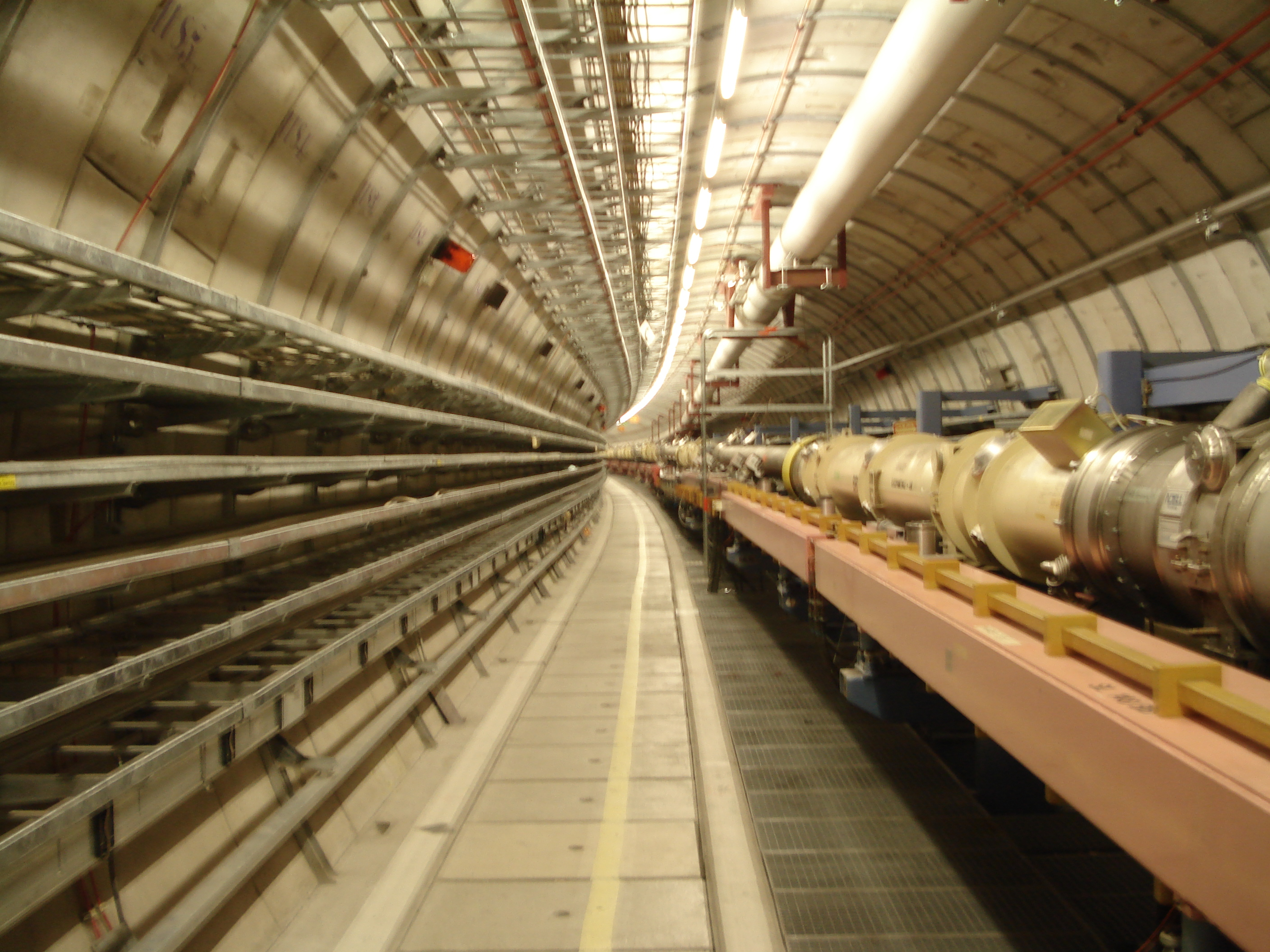
Una parte del tunnel di HERA. Il fascio di protoni viaggia nel tubo a vuoto visibile sulla destra. Il tubo a vuoto del fascio di elettroni si trova sotto a questo.

HERA (Hadron-Elektron-Ringanlage o Acceleratore ad Anello Adrone-Elettrone) è un acceleratore di particelle che si trova ad Amburgo, Germania, presso il DESY (Deutsches Elektronen Synchrotron). Ha iniziato la sua attività nel 1992. La sua attività si è conclusa nel 2007 con la chiusura del suo pre-acceleratore principale (PETRA), che verrà convertito in una sorgente di radiazione sincrotronica.

## Descrizione
Nell'apparato gli elettroni o i positroni venivano fatti collidere con i protoni ad un'energia nel centro di massa (o centro di inerzia) di 318 GeV. Era l'unico acceleratore leptone-protone al mondo ed anche quello più avanzato per lo studio di frontiera di certe regioni del range cinematico. Il suo acronimo ricorda la dea Era, sorella e moglie di Zeus. Gli scienziati tedeschi hanno utilizzato spesso nomi della mitologia greca per nominare le loro apparecchiature o i loro esperimenti.
HERA si trova al di sotto del DESY vicino al Volkspark, all'incirca tra i 15 e i 30 metri al di sotto della superficie ed ha una circonferenza di 6,3 km. Venivano studiate tre delle quattro interazioni (o forze) negli esperimenti chiamati H1, ZEUS ed HERMES. La quarta interazione è stata studiata in un esperimento ora abbandonato che si chiamava HERA-B. Tutti questi esperimenti facevano uso di rilevatori di particelle.

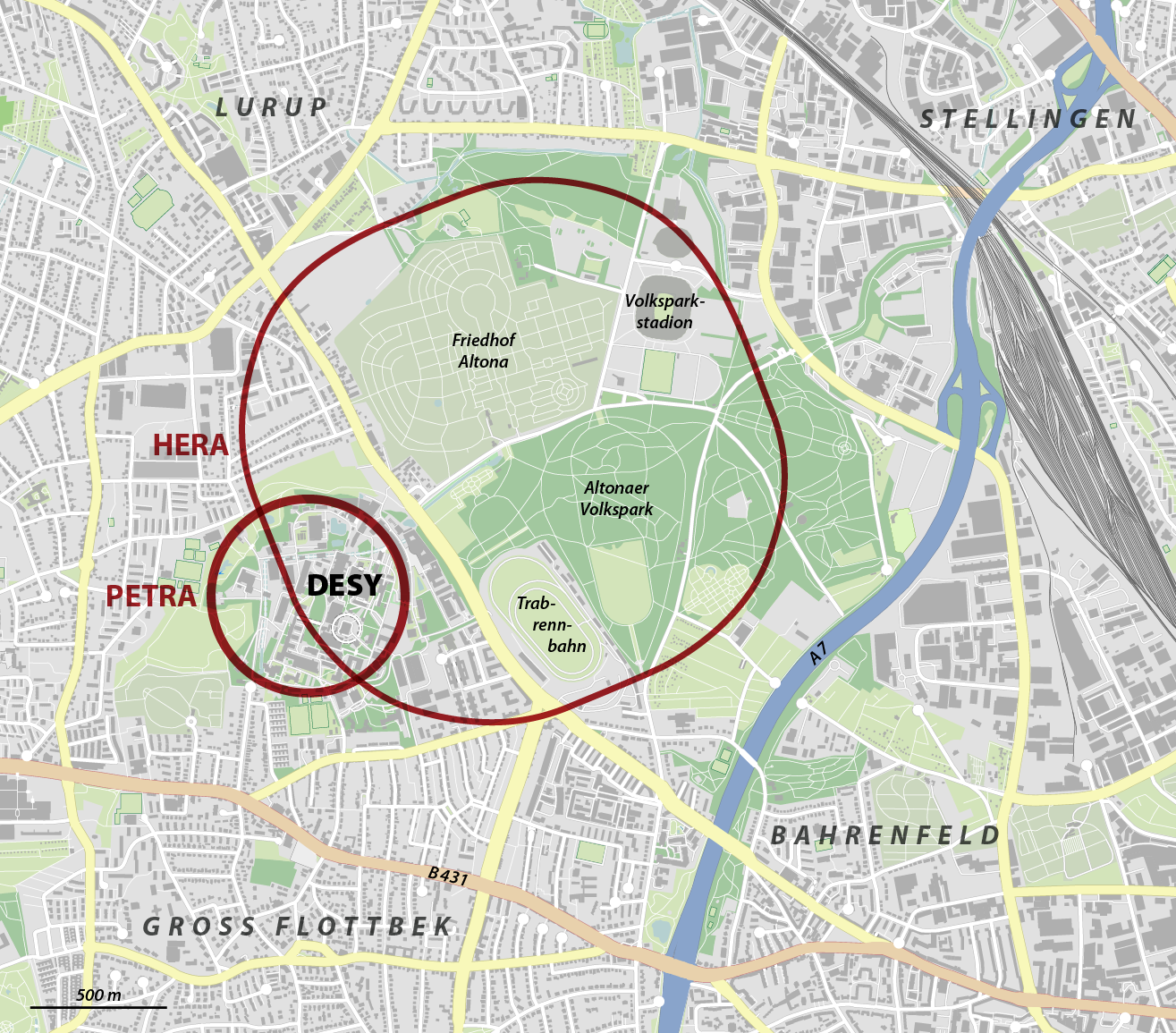
Mappa schematica degli acceleratori PETRA e HERA.

I leptoni ed i protoni venivano stoccati all'estremità di ciascuno dei due anelli posizionati all'interno del tunnel HERA.
I leptoni (elettroni e positroni) venivano pre-accelerati fino a 450 MeV nell'acceleratore lineare LINAC-II. Da qui venivano trasferiti nell'anello DESY-II ed accelerati fino a 7.35 GeV prima di essere trasferiti dentro PETRA dove venivano acceletari fino a 12 GeV. Infine venivano iniettati all'interno del tunnel HERA fino a raggiungere l'energia di 27.5 GeV. Quest'anello di confinamento era dotato di magneti per mantenere i leptoni nel loro percorso circolare mediante un campo magnetico che raggiungeva gli 0,17 tesla.
I protoni venivano ottenuti da ioni idrogeno in origine caricati negativamente e pre-accelerati fino a 50 MeV in un acceleratore lineare. Poi venivano iniettati nel proto-sincrotrone DESY-III ed accelerati ulteriormente fino a 7 GeV. Poi vengono anch'essi trasferiti a PETRA ed accelerati fino a 40 GeV. Infine venivano iniettati nell'anello di confinamento all'interno del tunnel HERA per raggiungere l'energia finale di 920 GeV. Anche in questo caso venivano utilizzati dei magneti superconduttori per mantenere i protoni nel loro tragitto.